# Gualberto (vescovo di Novara)
Gualberto di Pombia (Pombia, ... – Novara, gennaio 1039) è stato un vescovo cattolico italiano.
Venne soprannominato il Degno.

## Biografia
Gualberto era nato a Pombia, ed era membro della nobile famiglia dei Conti di Pombia.
Fu eletto vescovo di Novara a gennaio del 1032 e rimase in carica fino a gennaio del 1039. Era imparentato con il suo successore alla cattedra episcopale novarese, Riprando.
Morì a Novara nel 1039.
Nella documentazione della cattedrale di Novara è indicato con inchiostro rosso, il che era segno dell'importanza del personaggio nella diocesi.